# Manfred Wekwerth
Manfred Wekwerth (Köthen, 3 dicembre 1929 – Berlino, 16 luglio 2014) è stato un regista teatrale e regista cinematografico tedesco.

## Biografia
Wekwerth è stato direttore del teatro Berliner Ensemble dal 1977 al 1991 e un informatore del Ministero per la Sicurezza di Stato (Stasi) della Germania dell'Est dal 1965 fino alla riunificazione tedesca. È stato sposato con l'attrice Renate Richter fino alla sua morte. Hanno avuto una figlia christine.

## Filmografia

### Regista

#### Cinema
- Katzgraben, co-regia di Max Jaap (1957)
- Die Mutter, co-regia di Harry Bremer (1958)
- Mutter Courage und ihre Kinder, co-regia di Peter Palitzsch (1961)

#### Televisione
- Hirse für die Achte, co-regia di Otto Holub - film TV (1954)
- Herr Puntila und sein Knecht Matti, co-regia di Peter Palitzsch - film TV (1957)
- Der Held der westlichen Welt, co-regia di Peter Palitzsch - film TV (1959)
- Frau Flinz - film TV (1962)
- Das Verhör von Habana - film TV (1970)
- Optimistische Tragödie - film TV (1971)
- Zement - film TV (1973)
- Die unheilige Sophia - film TV (1975)
- Leben und Tod König Richard III. - film TV (1976)
- Happy End - film TV (1977)
- Das Leben des Galileo Galilei, co-regia di Joachim Tenschert (1978)
- Jegor Bulytschow und die Anderen, co-regia di Ingrid Fausak (1982)